# 普萊恩斯伯勒森特 (新澤西州)
普萊恩斯伯勒森特（英語：Plainsboro Center）是位於美國新澤西州米德爾塞克斯縣的普查規定居民點。

## 人口
根據2020年美國人口普查的數據，普萊恩斯伯勒森特的面積為1.96平方千米，當中陸地面積為1.90平方千米，而水域面積為0.06平方千米。當地共有人口2760人，而人口密度為每平方千米1,408.16人。